# Karl Matzal
Karl Matzal (24. ledna 1904 Uničov – Německo), původním jménem Karel Josef Mazal, byl říšský úředníkem, členem Henleinovy Sudetedeutsche Partei, městským inspektorem v Odrách a dosazeným starostou města Vyškova. Též byl členem NSDAP ve funkci vedoucího propagandy. Od roku 1943 byl zástupcem místního vedoucího NSDAP. Dokonce byl přispívajícím členem SS, ale nikdy nebyl řádně přijat. Po válce v roce 1946 byl rozsudkem mimořádného lidového soudu odsouzen do těžkého žaláře na doživotí. V roce 1954 mu byl trest upraven na 15 let. Trest si odpykával v pracovním táboře v Mariánském Údolí u Olomouce. Zemřel v západním Německu.

## Rodina
Karel Josef se narodil v Uničově do smíšeného manželství českému vězeňskému dozorci z Dědic u Vyškova Karlu Mazalovi a Němce Heleně Knefelové z Neue Neustadtu. Celé své dětství prožil v německy hovořícím prostředí.